# Émile Coué

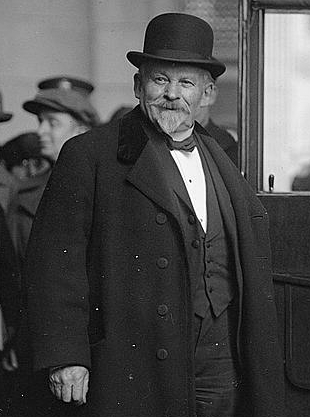
Émile Coué.

Émile Coué, född 26 februari 1857 i Troyes, Frankrike, död 2 juli 1926 i Nancy, var en fransk apotekare, esperantist och psykolog.
Coué var son till en fattig järnvägstjänsteman i Troyes. Han studerade farmaci och blev senare apotekare i hemstaden. Han kom redan som ung i kontakt med Ambroise-Auguste Liébeault, och deltog 1885 – 86 i dennes experiment. Tillsammans grundade de båda den så kallade äldre Nancyskolan. Han påverkades även av de psykoterapeutiska rörelser, som delvis med utgångspunkt från de nya psykoterapeutiska rörelser som utvecklats på grundval av Nancyskolan, och utifrån dessa skapade han sin egen metod, autosuggestionen. Omkring 1900 var hans teoribyggnad klar, och från 1910 lämnade han definitivt apotekaryrket för att helt ägna sig åt att fullkomna och utöva sin metod. Hans metod, som fick anslutning från ett stort antal läkare, pedagoger och psykologer fick namnet Nya Nancyskolan.
Coués tankar vidareutvecklades av Charles Baudouin.
Coué introducerade en typ av psykoterapi baserad på självsuggestion och hypnos. Teorin, senare benämnd couéism, gick bland annat ut på att en individ genom att upprepa vissa ord och fraser för sig själv kan påverka det undermedvetna och därmed uppnå den med fraserna avsedda effekten. Hans mest kända sådana fras var Tous les jours à tous points de vue je vais de mieux en mieux (= varje dag och på alla sätt blir jag bättre och bättre), vilken i Sverige har odödliggjorts genom Ernst Rolfs revykuplett "Bättre och bättre dag för dag" (1923) med text av S.S. Wilson.
Bland hans skrifter märks främst La maîtrise de soi-même (1913, svensk översättning av Emilie Kullman, Hur man vinner herravälde över sig själv genom medveten autosuggestion, 1923, 7:e upplagan 1925, 9:e upplagan 1931).